# Campeonato Mundial de Esquí Acrobático de 2021
El XVIII Campeonato Mundial de Esquí Acrobático se celebró en las localidades de Idre Fjäll (Suecia) entre el 9 y el 12 de febrero, Almaty (Kazajistán) entre el 8 y el 11 de marzo y Aspen (Estados Unidos) entre el 10 y el 16 de marzo de 2021 de 2021 bajo la organización de la Federación Internacional de Esquí (FIS), la Federación Sueca de Esquí, la Federación Kazaja de Esquí y la Federación Estadounidense de Esquí.
Inicialmente, el campeonato había sido otorgado a la localidad china de Zhangjiakou, pero debido a la pandemia de COVID-19, este país decidió cancelar la organización, y la FIS tuvo que encontrar nuevos candidatos, dividiendo el campeonato en las siguientes sedes: las pruebas de campo a través en Idre Fjäll, las de baches y el salto aéreo en Almaty y las restantes en Aspen.

## Medallistas

### Masculino
| Evento                     | Oro                                    | Plata                                    | Bronce                                   |
| -------------------------- | -------------------------------------- | ---------------------------------------- | ---------------------------------------- |
| Baches (08.03)             | Mikaël Kingsbury · Canadá · 87,36 pts. | Benjamin Cavet Francia 82,43 pts.        | Pavel Kolmakov · Kazajistán · 82,23 pts. |
| Baches en paralelo (09.03) | Mikaël Kingsbury · Canadá              | Matt Graham Australia                    | Ikuma Horishima Japón                    |
| Halfpipe (12.03)           | Nico Porteous Nueva Zelanda 94,50      | Simon d'Artois · Canadá · 91,25          | Birk Irving Estados Unidos 89,75         |
| Salto aéreo (10.03)        | Maxim Burov · RSF · 135,00             | Christopher Lillis Estados Unidos 133,50 | Pavel Krotov · RSF · 127,50              |
| Slopestyle (13.03)         | Andri Ragettli · Suiza · 90,65         | Colby Stevenson Estados Unidos 89,55     | Alexander Hall Estados Unidos 86,01      |
| Campo a través (13.02)     | Alex Fiva · Suiza                      | François Place Francia                   | Erik Mobärg · Suecia                     |

### Femenino
| Evento                     | Oro                                | Plata                                      | Bronce                                 |
| -------------------------- | ---------------------------------- | ------------------------------------------ | -------------------------------------- |
| Baches (08.03)             | Perrine Laffont Francia 82,11 pts. | Yuliya Galysheva · Kazajistán · 79,52 pts. | Anastasiya Smirnova · RSF · 79,41 pts. |
| Baches en paralelo (09.03) | Anastasiya Smirnova · RSF          | Viktoriya Lazarenko · RSF                  | Anastasiya Gorodko · Kazajistán        |
| Halfpipe (12.03)           | Gu Ailing China 93,00              | Rachael Karker · Canadá · 91,75            | Zoe Atkin Reino Unido 90,50            |
| Salto aéreo (10.03)        | Laura Peel Australia 106,46        | Ashley Caldwell Estados Unidos 101,74      | Liubov Nikitina · RSF · 94,47          |
| Slopestyle (13.03)         | Gu Ailing China 84,23              | Mathilde Gremaud · Suiza · 77,15           | Megan Oldham · Canadá · 76,18          |
| Campo a través (13.02)     | Sandra Näslund · Suecia            | Fanny Smith · Suiza                        | Alizée Baron Francia                   |

### Mixto
| Evento                          | Oro                                                              | Plata                                                          | Bronce                                                                      |
| ------------------------------- | ---------------------------------------------------------------- | -------------------------------------------------------------- | --------------------------------------------------------------------------- |
| Salto aéreo por equipos (11.03) | Liubov Nikitina · Pavel Krotov · Maxim Burov · RSF · 300,94 pts. | Carol Bouvard · Pirmin Werner · Noé Roth · Suiza · 293,46 pts. | Ashley Caldwell Eric Loughran Christopher Lillis Estados Unidos 283,97 pts. |

## Medallero
| Núm. | País           | Oro | Plata | Bronce | Total |
| ---- | -------------- | --- | ----- | ------ | ----- |
| 1    | RSF            | 4   | 2     | 3      | 9     |
| 2    | Canadá         | 2   | 3     | 1      | 6     |
| 2    | Suiza          | 2   | 3     | 1      | 6     |
| 4    | China          | 2   | 0     | 1      | 3     |
| 4    | Suecia         | 2   | 0     | 1      | 3     |
| 6    | Francia        | 1   | 2     | 1      | 4     |
| 7    | Australia      | 1   | 1     | 0      | 2     |
| 8    | Nueva Zelanda  | 1   | 0     | 0      | 1     |
| 9    | Estados Unidos | 0   | 3     | 3      | 6     |
| 10   | Kazajistán     | 0   | 1     | 2      | 3     |
| 11   | Japón          | 0   | 0     | 1      | 1     |
| 11   | Reino Unido    | 0   | 0     | 1      | 1     |
|      | TOTAL          | 15  | 15    | 15     | 45    |